# Chris Dickson
Chris Dickson (Auckland, 3 novembre 1961) è un velista neozelandese.